# Экономика Армении
Экономика Армении — хозяйственная деятельность и совокупность отношений, складывающихся в системе производства, распределения, обмена и потребления в Республике Армении. Экономика Армении в 2022 году выросла на 12,6 %, самый большой рост с 2019 года, в то время как с 2016 по 2022 год ВВП вырос на 51,72 %.
До обретения независимости экономика Армении была основана в основном на промышленности — химической, электронной продукции, машиностроении, переработанных пищевых продуктах, синтетическом каучуке и текстиле; она сильно зависела от внешних ресурсов. На рудниках Армении добывают медь, молибден, цинк, золото и свинец. Подавляющее большинство энергии производится из топлива, импортируемого из России, включая газ и ядерное топливо для Мецаморской атомной электростанции в Армении. Основной внутренний источник энергии — гидроэлектроэнергия. Месторождения угля, газа и нефти ещё не разработаны.
Серьёзный торговый дисбаланс в Армении был частично компенсирован международной помощью, денежными переводами армян, работающих за рубежом, и прямыми иностранными инвестициями. Экономические связи с Россией остаются тесными, особенно в энергетическом секторе.

## История

### В составе Российской империи
В середине XIX века была образована Эриванская губерния и проведены административные реформы, в результате чего была ликвидирована административно-территориальная раздробленность Восточной Армении. Это способствовало экономическому подъёму Армении. Также была ликвидирована прежняя налоговая система, введены льготные тарифы. Стали развиваться меднорудная и хлопкоочистительная промышленность, производство коньяка.
В 1870 году в Восточной Армении была проведена крестьянская реформа.
В начале XX века Армения была аграрной страной, основу её экономики составляли животноводство и растениеводство. Промышленное производство сводилось главным образом к разработке полезных ископаемых на небольших рудниках и выпуску коньяка.

### Советский период
Индустриализация началась сразу после установления советской власти. В 1928 году объём промышленного производства Армении достиг уровня предвоенного времени, а объём сельского хозяйства — превысил его.
Развивались металлообработка, машиностроение, химическая, лёгкая (текстильная и обувная), пищевая (плодоовощная, винно-коньячная) промышленность, цветная металлургия, обработка драгоценных камней, производство строительных материалов. Промышленная продукция поступала в союзные республики, откуда Армения получала сырьё и электроэнергию.
До обретения независимости в 1991, экономика Армении в значительной степени была основана на промышленности — химической, машиностроении, лёгкой, цветной металлургии. Сельское хозяйство составляло около 20 % экономики.
Начиная с 1974 года Армения была экспортирующей республикой: национальный продукт полностью удовлетворял нужды республики и разница счетов с другими республиками была положительной.

#### В 1990-х годах
После распада СССР большая часть промышленных предприятий перестала функционировать, поскольку они были связаны с обслуживанием военно-промышленного комплекса бывшего Советского Союза.
В течение 1990—1999 гг. на развитие экономики республики существенное влияние оказали процессы, направленные на становление свободных рыночных экономических отношений. В течение 1990—1993 годов в республике констатирован резкий спад валового внутреннего продукта (ВВП) (более чем на 53 %) и только начиная с 1994 года наблюдается его рост. Самое крупное падение ВВП, превысившее соответствующий показатель по странам СНГ более чем в 6 раз, зарегистрировано в 1992 году (42 %). Уровень ВВП в 1999 году достиг лишь 60 % уровня 1990 года.
ВВП в расчёте на душу населения в 2000 году составил 293 700 драм и вырос по сравнению с 1999 годом на 10,1 %, при этом курс доллара США в тот же период возрос на 1,2 %, в итоге ВВП в расчёте на душу населения в долларах США составил 554,0 против 500,9 в 1999 году.
Оживление экономики начало фиксироваться с 1994 года. Рост ВВП в основном обеспечивается 5 базовыми отраслями экономики (промышленность, сельское хозяйство, строительство, торговля и транспорт) и изменением объёмов услуг, которые в совокупности в 2000 года обеспечили более чем 80 % ВВП (таблица 25).
За период становления свободных рыночных отношений в республике сформированы условия, которые привели к приоритету частного сектора в экономике. С марта 1995 года в республике началась приватизация предприятий путём открытой подписки на акции, ставшей основой приватизации. Динамика развития частного сектора за последний период приведена в таблице 26.
Доля частного сектора в сферах сельского хозяйства и торговли составила соответственно — 98 и 97 %.
В последние годы произошли определённые структурные сдвиги в источниках формирования капиталовложений. В их составе значительно возросла доля средств государственного бюджета и средств населения, при одновременном значительном сокращении иностранных инвестиций. Уменьшение доли иностранных инвестиций в сфере капитального строительства обусловлено сокращением более чем в 3 раза кредитов, получаемых через систему государственного управления.
Вследствие разрушительного землетрясения 1988 года республика лишилась национального продукта более чем на 1,5 млрд рублей, что привело к превышению потребления запасов по отношению к выпущенному национальному продукту более чем на 14 %.
Начиная с 1994 года в республике зарегистрирован стабильный рост производства, одновременно расширилась сфера индивидуального предпринимательства, что привело к росту среднего уровня благосостояния населения.
За последние годы внешняя торговля РА осуществляется не только с республиками СНГ, но и с зарубежными странами. Так, в 1993 году доля внешней торговли республики с иными государствами составляла 28 %, а в 1999 году составила 79,6 %. При этом, если объём экспорта в страны СНГ сократился приблизительно в 2 раза, то объём импорта — в 3 раза.
Несмотря на то что в 2000 году был отмечен прирост производства на 101,4 %, однако по сравнению с 1990 годом все ещё наблюдался заметный спад производства. В 1992 году объёмы производства сократились по сравнению с предыдущим годом приблизительно в 2 раза, что было обусловлено:
- блокадой железных дорог,
- разрывом экономических связей между предприятиями вследствие распада СССР,
- глубоким энергетическим кризисом.

Существенные преобразования банковской и либерализация финансовой системы начались в республике в 1994 году. Однако, на экономику республики повлиял начавшийся в августе 1998 года финансовый кризис России, в итоге которого произошёл спад объёмов производства промышленной продукции и объёмов экспорта товаров. Это не могло не отразиться на финансовой деятельности хозяйствующих субъектов республики, которая за последние два года приобрела тенденцию к стабилизации.
В конце 1990 года — начале 1991 года в республике были осуществлены мероприятия по повышению и частичной либерализации оптовых, розничных и закупочных цен, введены новые тарифы для транспорте и связи. Однако эти изменения не преодолели механизмов покрытия расходов ценообразования. Сводный индекс цен товаров и предоставленных населению услуг в 1991 году (по отношению к 1990 году) составил 274,1 %.
Углубление энергетического кризиса, который начался в ноябре-декабре 1992 года, привело к спаду во всех областях экономики.
В 1993 году проведена денежная реформа, вызвавшая скачкообразное повышение цен на потребительские товары и услуги, и естественно повышение уровня инфляции. Цены и тарифы выросли в среднем в 110 раз.
В 1996 году внедрение свободных экономических отношений в республике создало достаточно стабильный уровень цен. Резкое обесценивание рубля в августе 1998 году в России существенно не повлияло на цены и тарифы потребительского рынка страны. В декабре 1998 года (по сравнению с 1997 годом) впервые была отмечена дефляция — индекс потребительских цен и тарифов понизился на 1,3 %. В 2000 году индекс потребительских цен составил 100,4 %, что на 1,6 % ниже соответствующего показателя предыдущего года (в 1999 году — 102,0 %).
Приватизация сельского хозяйства в республике началась в 1991 году. На базе бывших колхозов, совхозов, межхозяйственных и других сельскохозяйственных предприятий, на 1 января 1999 года организовано около 350 тысяч крестьянских и коллективных крестьянских хозяйств, которым на правах собственности предоставлены 447 тыс. га сельскохозяйственных земель, что составляет 64,1 % земель сельскохозяйственного назначения страны (без пастбищ).
Падение сельскохозяйственного валового продукта приостановилось в 1994 году, и в 1999 году он составил 98 % от уровня 1991 года. Снижение этого показателя в 2000 году на 2,5 %, по сравнению с предыдущим годом обусловлено сокращением объёма валового продукта растениеводства вследствие засухи. Удельный вес частного сектора в сельскохозяйственном валовом продукте в 1999 году составил более чем 99 % (против 74 % в 1991 году). После приватизации зафиксировано уменьшение посевных площадей более чем на 20 %. При этом, посевные площади под зерновые увеличились более чем на 30 %, а картофеля — приблизительно на 43 %. Уменьшение посевных площадей сельскохозяйственных растений приходится в основном на кормовые культуры, площади которых в 1998 году по сравнению с 1991 годом уменьшились более чем в 3 раза. Указанное явление в основном и обусловило спад животноводческой отрасли.
Структурные изменения экономики отразились на деятельности транспорта. Начиная с 1993 года наблюдается увеличение объёмов грузоперевозок воздушным транспортом, обусловленное увеличением объёмов импортируемых грузов со стороны иностранных спонсоров. В связи с блокадой железных дорог в 1993 году воздушным транспортом отправлено в 2,8 раза больше грузов, чем в 1992 году. За тот же период времени объём импортированных в республику воздушным транспортом грузов возрос в 2,2 раза. Однако, если в 1993 году воздушным транспортом перевезено 128 тыс. тонн грузов, то в 2000 году — лишь 16 тыс. тонн, что объясняется значительным повышением тарифов на их перевозку и уменьшением объёма иностранной помощи.
Начиная с 1992 года блокада железной дороги оказала отрицательное воздействие на работу железнодорожного транспорта. Так, если в 1991 году объём грузоперевозок железнодорожным транспортом составлял 29,1 млн т, то в 1992 году — 7,5 млн т. Этот показатель в 2000 году составил 20 % от уровня 1992 года.

#### В 2000—2015 годах
Отрицательные последствия блокады постепенно преодолевались и в период с 2001 по 2003 года Армения демонстрировала высокие темпы роста промышленного производства, однако с 2004 года рост не превышал 5 %, исключением стал 2005 год (8 %).
В 2003 году Армения вступила в ВТО. В докладе «Перспективы членства Республики Армения в ВТО в контексте устойчивого развития», подготовленного группой экспертов, в частности отмечалось, что в связи с наличием среди условий присоединения Армении к ВТО требований упразднить существующую в стране систему освобождения от НДС в аграрном секторе, то начиная с 2009 года в стране будет наблюдаться неизбежное удорожание стоимости сельскохозяйственных товаров, а следовательно, и продукции перерабатывающих предприятий. В свою очередь, это может привести к усугублению сложной социально-экономической ситуации и значительному снижению конкурентоспособности товаров местных перерабатывающих предприятий как на внутренних, так и на внешних рынках. Подобное развитие событий станет болезненным для экономики страны, и по их мнению, очевидно, что в итоге это скажется на устойчивости экономического роста.
По состоянию на 2004 г. приблизительно 75 % валового национального продукта производилось в частном секторе.
Состояние и перспективы развития экономики Армении во многом зависели от урегулирования карабахского конфликта.
В 2007 году было завершено строительство газопровода для доставки природного газа из Ирана.
В середине 2000-х гг. ежегодный рост экономики Армении в течение нескольких лет превышал 10 %, однако в 2009 году Армения испытала резкий экономический спад, ВВП снизился более чем на 14 %, несмотря на крупные кредиты от международных организаций. Основными причинами кризиса стали резкое сокращение строительного сектора и снижение денежных поступлений от рабочих, уехавших на заработки за рубеж. В 2010 г. началось некоторое оживление экономики.
В 2011 году журнал Forbes поместил Армению на 2-е место после Мадагаскара в рейтинге десяти худших экономик мира.

#### С 2015 года
Крупнейшие налогоплательщики в четвером квартале 2020 года: Гранд Тобако, Газпром Армения, Зангезурский (Каджаранский) медно-молибденовый комбинат, Геопромайнинг, Интернешнл Масис Табак, СиПиЭс Ойл, МТС Армения, Флеш.
В 2019 году экономический рост сопровождался улучшением отраслевой структуры экономики, низкой инфляцией, стабильными финансовыми показателями. Рост в обрабатывающей промышленности в 2019 году составил 12 %. Впервые с 2008 года обрабатывающая промышленность, без учёта горнорудной промышленности, в структуре ВВП стала ведущей отраслью экономики.
Показатель экономической активности Армении 2019 года (7,8 %) — самый высокий с 2011-го.
В Индексе процветания 2019 года Legatum Prosperity Index Британского аналитического института Армения опередила все постсоветские государства, за исключением стран Балтии и Грузии.
По прогнозу МВФ от октября 2019 года Армения опередит другие страны Закавказья по ВВП на душу населения.
ВВП Армении в третьем квартале 2019 составил 1 трлн. 823,7 млрд драмов. Рост по сравнению с аналогичным периодом прошлого года составил 7,9 %. В первом и втором кварталах текущего года рост ВВП составлял 7,5 % и 6,9 %, соответственно.
Всемирный банк прогнозирует рост ВВП Армении в 2019 году на уровне 5,5 %, а в 2020 году — 5,1 %. Центральный банк Армении прогнозирует рост на 6,6 % в 2019 году. Согласно прогнозу ЕАБР экономический рост в Армении по итогам 2019 года превысит 6 % и окажется одним из наиболее высоких в странах-участницах ЕАБР.
В 2017 и 2018 годах Армения лидировала среди стран региона (Закавказье, Турция, Иран) и стран СНГ (вкл. бывших членов) по темпам роста ВВП на душу населения. По этому показателю Армения превосходила среднемировые, а также среднерегиональные значения для всех крупных регионов кроме юго-восточной Азии.
| Год  | ВВП (в млн драм) | Рост ВВП | ВВП (в млрд. долл.) | Подушевой ВВП (драм) | Дефлятор ВВП |
| ---- | ---------------- | -------- | ------------------- | -------------------- | ------------ |
| 2000 | 1 031 338,3      | +5,9 %   | 1,91                | 320 182              | −1,4 %       |
| 2001 | 1 175 876,8      | +9,6 %   | 2,12                | 365 849              | +4,1 %       |
| 2002 | 1 362 471,7      | +13,2 %  | 2,38                | 424 234              | +0,7 %       |
| 2003 | 1 624 642,7      | +14,0 %  | 2,81                | 505 914              | +4,6 %       |
| 2004 | 1 907 945,4      | +10,5 %  | 3,58                | 593 635              | +6,3 %       |
| 2005 | 2 242 880,9      | +13,9 %  | 4,90                | 697 088              | +3,2 %       |
| 2006 | 2 656 189,8      | +13,2 %  | 6,38                | 824 621              | +4,6 %       |
| 2007 | 3 149 283,4      | +13,7 %  | 9,21                | 976 067              | +4,2 %       |
| 2008 | 3 568 227,6      | +6,9 %   | 11,66               | 1 103 348            | +5,9 %       |
| 2009 | 3 141 651,0      | −14,1 %  | 8,65                | 968 539              | +2,6 %       |
| 2010 | 3,460,203        | +2,2 %   | 9,26                | 1 062 683            | +7,8 %       |
| 2011 | 3,777,946        | +4,7 %   | 10,14               | 1 155 405            | +4,2 %       |
| 2012 | 4,266,461        | +7,2 %   | 10,62               | 1.410.820            | -1,2 %       |
| 2013 | 4,555,638        | +3,3 %   | 11,12               | 1.507.491            | +3,4 %       |
| 2014 | 4,828,626        | +3,6 %   | 11,61               | 1.602.172            | +2,3 %       |
| 2015 | 5,043,633        | +3,2 %   | 10,55               | 1.678.637            | +1,2 %       |
| 2016 | 5,067,294        | +0,2 %   | 10,55               | 1.693.444            | +0,3 %       |
| 2017 | 5,564,493        | +7,5 %   | 11,53               | 1.867.656            | +2,1 %       |
| 2018 | 6,017,035        | +5,2 %   | 12,46               | 2.026.620            | +2,8 %       |
| 2019 | 6,543,322        | +7,6 %   | 13,67               | 2.217.394            | +1,5 %       |
| 2020 | 6,181,664        | -7,4 %   | 12,65               | 2.087.762            | +1,9 %       |
| 2021 | 6,982,849        | +5,7 %   |                     |                      |              |

### Современный период

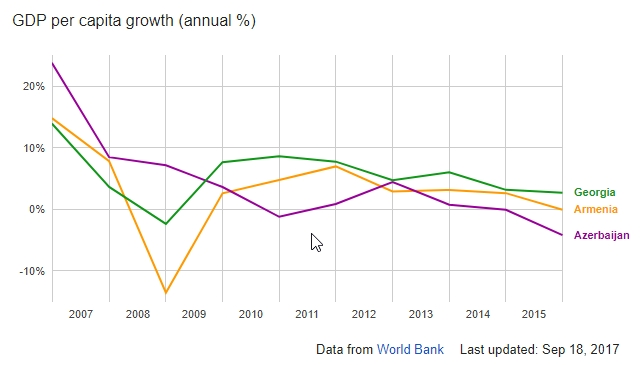
Динамика ВВП Армении, Азербайджана и Грузии на душу населения в постоянных ценах 2017 года, в местной валюте, в 2007—2016 гг. (данные Всемирного Банка)

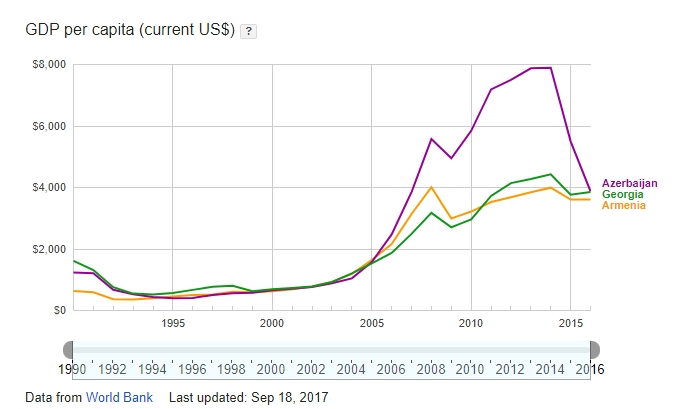
Рост ВВП Армении, Азербайджана и Грузии на душу населения в постоянных ценах 2017 года, в долларах США, в 1990—2016 гг. (данные Всемирного Банка)

## Энергетика
По данным EIA (на декабрь 2015 года) и EES EAEC в Армении отсутствовали доказанные извлекаемые запасы природных энергоносителей. В соответствии со статистической информацией UNSD и данными EES EAEC в 2019 году производство  органического топлива в стране - 199 тыс. тут.  Общая поставка -  3784  тыс. тут. На преобразование  на электростанциях и отопительных установках  израсходовано   823 тыс. тут или  21,8 % от общей поставки. Установленная мощность – нетто электростанций - 3621 МВт, в том числе: тепловые электростанции, сжигающие органическое топливо  (ТЭС) - 50,4 %,  атомные электростанции  (АЭС)  - 11,3 % и возобновляемые источники энергии (ВИЭ) - 38,3  % . Производство электроэнергии-брутто - 7680 млн. кВт∙ч , в том числе:  ТЭС - 39,7 %, АЭС - 28,6 % , ВИЭ - 31,7 %.  Конечное  потребление  электроэнергии  - 5839 млн. кВт∙ч, из которого: промышленность - 26,6 %,  транспорт - 1,7 %, бытовые потребители - 33,4   %, коммерческий сектор и предприятия общего пользования - 3,7 %,  сельское, лесное хозяйство и рыболовство - 2,6%, другие потребители - 31,9 %.
Развитие электроэнергетики страны за период с 1945 по 2019 годы иллюстрируется диаграммой производства электроэнергии-брутто

EES EAEC. Производство электроэнергии-бруттов Армении, 1945-2019, млрд. кВт∙ч

В целом, для периода 1992-2019 годов характерны значительные спады потребления электроэнергии в промышленности и, в особенности, в сельском хозяйстве

EES EAEC. Потребление электроэнергии в отдельных секторах Армении, 1992-2019, млн. кВт∙ч

Показатели энергетической эффективности социально-экономического комплекса Армении за 2019 год: душевое потребление валового внутреннего продукта по паритету покупательной способности (в номинальных ценах) - 14213 долларов, душевое (валовое) потребление электроэнергии - 1971 кВт∙ч, душевое потребление электроэнергии населением - 657 кВт∙ч. Число часов использования установленной мощности-нетто электростанций - 2029 часов.

## Промышленность
Распределение промышленности по регионам на 2021:
- Ереван - 34%
- Сюник - 22%
- Котайк - 12%
- Арарат - 11%
- Лори - 6%
- Армавир - 5%
- Ширак - 3%
- Гехаркуник - 2%
- Арагацотн - 2%
- Тавуш - 1%
- Вайоц Дзор - 1%

В промышленном секторе благодаря привлечению иностранных инвестиций в течение последних лет удалось запустить ряд важных объектов. Традиционно ведётся добыча и обработка строительных материалов: туфа, фельзита, травертина, базальта, перлита, известняка, пемзы, мрамора и других. Производится цемент. На базе разработки меднорудных месторождений в Капане, Каджаране, Агараке и Ахтале работает медеплавильний комбинат в Алаверди. Из местного сырья производятся алюминий, молибден и золото. Осуществляется огранка бриллиантов. Работает Ванадзорский химический комплекс, в состав которого входит 25 предприятий. Растёт производство винно-коньячных изделий. Работают предприятия по выпуску металлорежущих станков, прессово-формовочного оборудования, точных приборов, синтетической резины, шин, пластмасс, химического волокна, минеральных удобрений, электродвигателей, инструментов, микроэлектроники, ювелирных изделий, шёлковых тканей, трикотажа, чулочно-носочных изделий, программного обеспечения.
В сфере информационных технологий в Армении в 2018 году работало свыше 800 компаний, а число задействованных в этом секторе специалистов превышало 15 тыс. Среднегодовой рост в сфере информационных технологий в Армении составил свыше 26 %. В 2020 году оборот ИТ-компаний Армении составил более $400 млн.
В условиях сложного и изрезанного рельефа Армении экономическая деятельность сосредоточена приблизительно на 60 % от общей территории страны .

## Сельское хозяйство
Под сельскохозяйственные нужды отведено примерно 45 % площади страны, причём обрабатывается лишь 20 %. На пастбищные угодья приходится 25 %. Большие массивы пахотных земель есть только в трёх районах: на Араратской равнине, где обычно собирают два-три урожая в год, в долине реки Аракс и на равнинах, прилегающих к озеру Севан. Почвенная эрозия является серьёзным препятствием для развития земледелия. Основные сельскохозяйственные культуры — бахчевые, картофель, пшеница, виноград, плодовые, эфиромасляные, сахарная свёкла, хлопок, табак, чай. Животноводство специализируется на молочно-мясном скотоводстве, в горных районах разводят овец.

## Внешняя торговля

### Основные аспекты внешней торговли Армении
После провозглашения независимости в 1991 году, Армения при проведении рыночных реформ и создании открытой либеральной экономики предприняла серьёзные шаги в направлении формирования предпосылок для быстрейшего интегрирования в мировую экономику, налаживания прочных контактов с ведущими зарубежными странами и интеграционными группировками по различным направлениям экономического сотрудничества. Однако ряд существующих факторов не позволил Армении обеспечить существенный экономический рост и занять должное место в системе международных экономических отношений. Среди таких факторов:
• Вследствие распада СССР Армения получила абсолютно нежизнеспособную экономику, оказавшись, пожалуй, в самой тяжелой ситуации из всех стран Закавказья. Из республики, где активно развивались металлообработка, машиностроение, химическая, легкая, пищевая промышленность, Армения превратилась в маленькое, уязвимое для рецессии государство. Быстрый распад СССР повлёк потерю традиционных рынков сбыта армянской продукции;
• Армения не имеет свободного выхода к морю, хотя и находится между Чёрным и Каспийским морями. Из-за конфликта по поводу Нагорного Карабаха она оказалась отрезанной от Азербайджана и Турции;
• Несмотря на наличие месторождений разных руд, мрамора, каменной соли, снабдить свою промышленность собственными сырьевыми ресурсами Армения не может; отсутствуют запасы нефти и газа;
• Высокий торговый дефицит. Нахождение почти всей территории страны в гористой местности, недостаточность угодий и малоплодородные земли обусловили дефицит продовольственных товаров, который приходится покрывать импортом, продавая взамен продукты индустрии. Стоимость импорта регулярно превышает стоимость экспорта, вследствие чего торговый дефицит продолжает нарастать, достигая 30 % от ВВП, и оставаться одним из главных препятствий экономического развития республики. Дефицит покрывается за счёт международной помощи, кредитов и займов.;
• Уязвимость для экономического спада в России. Экономика Армении, являющейся стратегическим и торговым партнёром России, в значительной степени зависит от экономической ситуации в России, её политической поддержки, и это обусловливается тремя причинами:

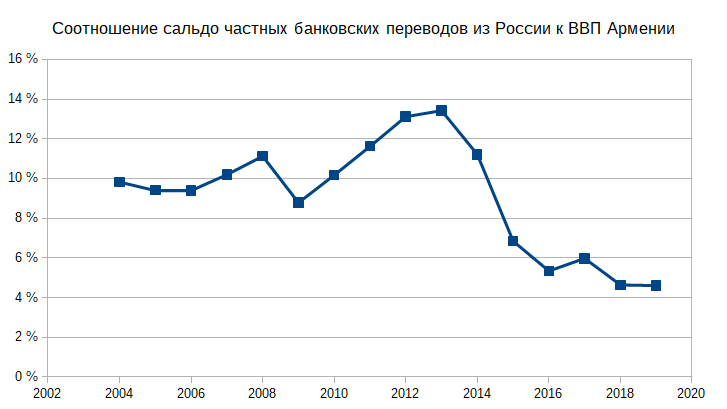
По данным ЦБ и статкомитета Армении.

1. В общем объёме частных трансфертов, поступающих в Армению из-за рубежа, денежные переводы, перечисляемые уехавшими в Россию на заработки соотечественниками, занимают первое место. В то же время доля этих переводов в ВВП стабильно снижалась в 2013—2019 гг.
2. Россия — основной торговый партнёр Армении, на долю которого приходится около 20 % внешнеторгового оборота республики.
3. Россия уверенно занимает позиции главного иностранного инвестора в экономику Армении (15 % совокупности всех прямых иностранных инвестиций — российские). Более того, многие крупные предприятия, находящиеся на территории республики, перешли в собственность или под управление государственных и частных компаний из России (среди них ряд объектов топливно-энергетического комплекса: Севано-Разданский каскад, распределительные электросети, Разданская ТЭС и др.).
После независимости Армения сформировала собственную торгово-экономическую политику, основываясь на либеральных принципах: наиболее благоприятный режим для всех стран, уменьшение технических барьеров в торговле, минимизация нетарифных мер регулирования, неприменение системы экспортного квотирования и неприменение экспортных пошлин, применение низких импортных тарифов и т. д.
Другим важным шагом для развития стабильных торговых отношений с иностранными партнёрами и вовлечения страны в мировые интеграционные процессы являлось вступление республики во Всемирную Торговую Организацию (ВТО). 5 февраля 2003 года Армения, преодолев десятилетний переговорный процесс, официально стала 145-м членом этой авторитетной торговой организации.
С 2 января 2015 г., через день после его создания, Армения стала членом Евразийского экономического союза (ЕАЭС).

### Экспорт товаров и услуг из Армении
В 2020 г. Армения экспортировала товаров на сумму $2,54 млрд. Отрицательное сальдо внешней торговли составило $2,0 млрд. Оборот со странами СНГ составлял 34,2 % всего внешнеторгового оборота, а отрицательное сальдо торгового баланса со странами СНГ — 47,2 % всего внешнеторгового сальдо.
В 1 полугодии 2018 г. экспортировалось около 50 % промышленного производства Армении.
В 2016 г. Армения экспортировала товаров на сумму $1,79 млрд. С 2011 по 2016 года сумма экспорта возросла на 21,2 % с $1,34 млрд в 2011 г. до $1,79 млрд в 2016 г.

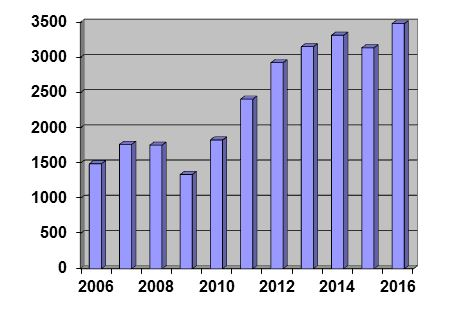
Динамика экспорта товаров и услуг из Армении в 2006—2016 гг., млн. долл

За 2006—2016 гг. экспорт товаров и услуг Армении в текущих ценах увеличился на $1990 млн (в 2,3 раз) до $3481,5 млн. С 2010 г. наблюдается постепенное увеличение объёмов экспорта. Максимальный показатель зафиксирован в 2016 г. — $3481,5 млн, а минимальный в 2009 г.- $1338,2 млн, что, в первую очередь, можно связать в мировым экономическим кризисом.

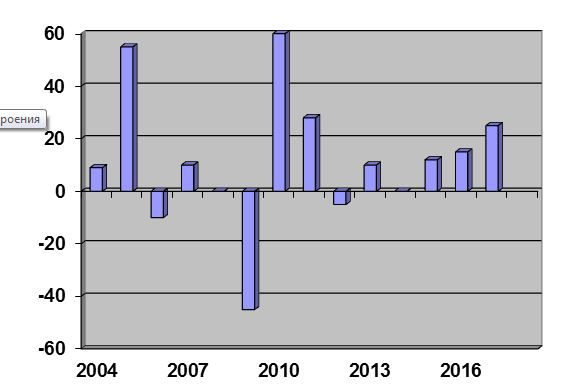
Прирост экспорта услуг Армении в 2004—2017 гг., %

Россия традиционно остается основным торговым партнёром Армении. Экспорт товаров в РФ за 2016 г. составлял 21 % или $373 млн. Важнейшее изменение в экспортной торговле в Россию произошло в 2015 г., после того как к ЕАЭС присоединилась и Армения.
| Товарная группа | Экспорт, млн долл. | Доля от общего экспорта, % |
| --- | ------------------ | -------------------------- |
| Руда, шлаки и зола | 412,977            | 23,1                       |
| Жемчуг, драгоценные и полудрагоценные камни, драгоценные металлы, бижутерия, монеты                                                                    | 343,664            | 19,2                       |
| Табак и промышленные заменители табака | 211,565            | 11,8                       |
| Безалкогольные и алкогольные напитки и уксус | 175,535            | 9,8                        |
| Алюминий и изделия из него | 82,695             | 4,6                        |
| Изделия одежды, аксессуары для одежды | 74,769             | 4,2                        |
| Железо и сталь | 66,308             | 3,7                        |
| Медь и изделия из неё | 65,997             | 3,7                        |
| Минеральное топливо, минеральные масла и продукты их дистилляции, битуминозные вещества                                                                | 61,443             | 3,4                        |
| Стекло и изделия из стекла | 30,290             | 1,7                        |
| Продукты переработки овощей, фруктов, орехов и т. д.                                                                                                   | 29,206             | 1,6                        |
| Фармацевтическая продукция | 25,667             | 1,4                        |
| Часы и их части | 24,612             | 1,4                        |
| Олово и изделия из него | 24,298             | 1,4                        |
| Оптические, фотографические, кинематографические, измерительные, контрольные, точные, медицинские или хирургические инструменты и принадлежности к ним | 13,554             | 0,8                        |
| Транспортные средства, кроме железнодорожного или трамвайного подвижного состава                                                                       | 13,490             | 0,8                        |
| Электрические машины и оборудование, их части; диктофоны и рекордеры, телевизоры                                                                       | 13,348             | 0,7                        |
| Машины, механические приборы, ядерные реакторы, котлы; их части                                                                                        | 13,290             | 0,7                        |
| Резины и изделия из них | 13,290             | 0,7                        |
| Пластмасса и изделия из неё | 8,865              | 0,5                        |
| Изделия из камня, гипса, цемента, асбеста, слюды или аналогичных материалов                                                                            | 8,569              | 0,5                        |
| Другое | 8,325              | 0,5                        |

В наибольших количествах Армения экспортирует такие товары, как медная руда, сигары и сигареты, крепкие напитки, золото и алмазы. В 2016 г. наибольшая доля в структуре экспорта Армении медной руды (23 % от общей доли и $412,977 тыс.) обусловлена огромными запасами этого полезного ископаемого (десятками миллионов м³) и высоким качеством. В последние годы медная руда все меньше выделяется на фоне других товарных структур, что говорит об одновременном понижении мировых цен на медь, повышении цен на золото, алмазы и увеличении производства сигар и крепких напитков. В 2016 г. по сравнению с 2015 г. удвоился объём экспорта сельскохозяйственной продукции из Армении ($29 тыс.), но данная товарная группа так и не вошла в семёрку лидирующих.

### Импорт товаров и услуг в Армению

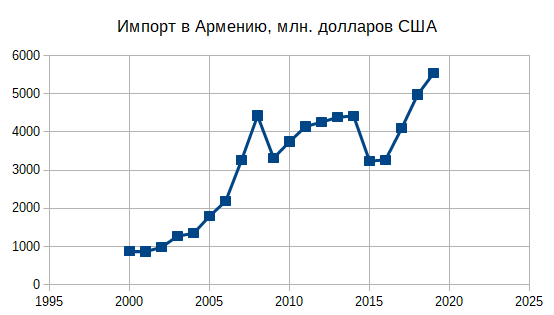
По данным статкомитета Армении.

В 2020 г. общий импорт в Армению составил $4,559 млрд.
На 2016 г. общий импорт товаров Армении составил $3,218 млрд. Лидирующие позиции на рынке Армении заняли Россия и Китай с долями в 31 % и 11 %, соответственно. Российская Федерация является основным поставщиком топливно-энергетических ресурсов с долей в 75 % от всего импорта топливно-энергетических ресурсов Армении. В области поставок машин и электроники одни из лидирующих позиций занимает Китай с долей в 31 % от общего импорта Армении машин и электроники.
| Товарная группа | Импорт, тыс. долл. | Торговый баланс, тыс. долл. | Доля от общего импорта, % |
| --- | ------------------ | --------------------------- | ------------------------- |
| Топливо минеральное, нефть, воски и битуминозные вещества                                                                                              | 567 308            | -505 875                    | 18                        |
| Реакторы ядерные, котлы, оборудование и механические устройства. Компьютеры                                                                            | 253 757            | -240 467                    | 8                         |
| Электрические машины и оборудование, их части; телекоммуникационное оборудование; звукозаписывающая аппаратура; телевизионная записывающая аппаратура  | 222 577            | -209 229                    | 7                         |
| Жемчуг, драгоценные и полудрагоценные камни, драгоценные металлы, бижутерия, монеты                                                                    | 162 465            | 181 199                     | 5                         |
| Фармацевтическая продукция | 113 268            | -87 601                     | 4                         |
| Транспортные средства, кроме железнодорожного или трамвайного подвижного состава                                                                       | 105 315            | -91 825                     | 3                         |
| Табак и промышленные заменители табака | 94 832             | 116 733                     | 3                         |
| Пластмассы и изделия из них | 89 838             | -80 973                     | 3                         |
| Оптические, фотографические, кинематографические, измерительные, контрольные, точные, медицинские или хирургические инструменты и принадлежности к ним | 87 481             | -73 927                     | 3                         |
| Злаки | 78 370             | -76 055                     | 2                         |
| Алюминий и изделия из него | 73 614             | 9081                        | 2                         |
| Резины и изделия из них | 73 076             | -59 786                     | 2                         |
| Продукты переработки овощей, фруктов, орехов и т. д.                                                                                                   | 64 595             | -35 389                     | 2                         |
| Изделия из чёрных металлов | 63 838             | -61 821                     | 2                         |
| Безалкогольные и алкогольные напитки и уксус | 60 946             | 114 589                     | 2                         |
| Другое | 1 107 178          | н/д                         | 34                        |
| Всего | 3 218 458          | -1 410 668                  | 100                       |

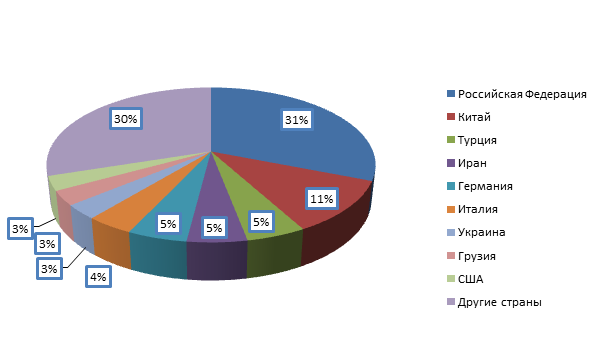
Географическая структура импорта товаров Армении в 2016 г.

Товарные группы, которые ввозятся в Армению в наибольших количествах — это минеральное топливо, машины и оборудование, электрические машины, драгоценные металлы, фармацевтическая продукция, транспортные средства.
Наибольшая доля в структуре импорта Армении минерального топлива обусловлена географическими факторами и отсутствием крупных месторождений нефти и газа. Хотя на территории страны присутствуют залежи низкокачественного угля, но данный источник может использоваться только на местном уровне. Основным поставщиком минерального топлива в Армению можно считать Российскую Федерацию — 75,5 % импорта данной группы.
Машины, электроника и другое высокотехнологичное оборудование имеют такую высокую долю в импорте Армении из-за отсутствия крупных промышленных предприятий на территории страны. Намного эффективнее и выгоднее покупать данные товары в Китае и России, доли которых в импорте данной продукции составляет 40,2 % и 14,8 %.
Фармацевтические препараты ввозятся для медицинского обеспечения населения. Основными поставщиками данной продукции являются европейские страны: Германия, Франция, Нидерланды.
Обратим внимание на товарные группы, в которых экспорт превышает импорт: драгоценные металлы, табак, безалкогольные и алкогольные напитки. Что касается драгоценных металлов, импортируется в основном сырьё для производства качественных ювелирных изделий. Такое положение в двух последних группах объясняется традицией и устоявшимися торговыми связями с РФ — основным покупателем данных товаров.

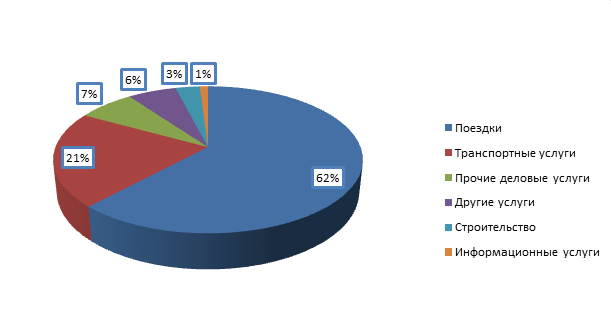
Структура импорта услуг Армении в 2016 г., %

Объём импорта услуг за 2016 г. составил $1734 млн. В структуре импорта преобладали услуги, связанные с поездками резидентов за границу, транспортные услуги, прочие деловые услуги и услуги строительства. В географическом аспекте основным партнёром Армении в импорте услуг за 2016 был Евросоюз (более 600 млн евро), в частности Германия (152 млн евро), Италия (94 млн евро), Бельгия (65 млн евро), Франция (35 млн евро), Польша (33 млн евро).
Из стран ближнего зарубежья основными поставщиками услуг в Армению являются страны ЕАЭС. На 2015 г. одними из основных позиций импортируемых Арменией услуг из России являлись поездки, объём импорта которых составил $194,1 млн, а также транспортные услуги на сумму $60,6 млн. В структуре экспорта услуг Белоруссии в Армению в 2015 г. преобладают услуги транспортного характера на общую сумму $5,1 млн. В свою очередь одной из основных позиций экспортируемых услуг Казахстаном в Армению за 2015 г. оказались поездки, объём которых составил $5,9 млн.

### Внешнеторговое регулирование Армении
Внешнеторговая политика Армении направлена на привлечение прямых иностранных инвестиций и либерализацию торговых режимов. Будучи членом ВТО, Армения снизила таможенное бремя и реформирует существующую таможенную систему. В качестве примеров можно привести электронную систему таможенного декларирования, систему «коридоров» — для осмотра ввозимых в Армению товаров, а также сокращение числа документов, необходимых для импорта, с девяти до трех. На сегодняшний день у Республики Армения либеральный торговый и инвестиционный режим. Применяемая средняя ставка таможенных пошлин в 2,7 % является одной из самых низких среди стран — членов ВТО. Как член ВТО Армения пользуется режимом наиболее благоприятствуемой нации (НБН) и имеет режим НБН со всеми странами — членами ВТО. В свою очередь Армения предоставляет режим НБН и Национальный режим иностранным инвесторам, присутствующим почти во всех секторах экономики. Ответственность за реализацию таможенной политики в Армении несёт Комитет по государственным доходам при Правительстве Республики Армения. Таможенные режимы и процедуры регламентируются Таможенным кодексом Республики Армения и другими правовыми актами, которые соответствуют правилам, определённым соглашениями ВТО и другими международными договорами.
Армения является членом ВТО и использует Гармонизированную систему описания и кодирования товаров для классификации таможенных пошлин в соответствии с Международной конвенцией о Гармонизированной системе описания и кодирования товаров 1984 года. При импорте товаров в Армению применяются только две ставки таможенной пошлины: 0 % или 10 %. Ставка 0 % применяется на импорт средств производства, а 10 % — на импорт потребительских товаров. Весь импорт облагается НДС в 20 %, а алкогольные напитки, табачные изделия, топливо облагаются также акцизным налогом. На импорт не существует количественных ограничений, тарифных квот или лицензионных требований. Кроме того, Армения не поддерживает систему минимальных цен на импорт.
В связи с Карабахским конфликтом трансграничная торговля с Азербайджаном и Турцией не осуществляется. С 2020 года запрещен импорт продукции турецкого происхождения в Армению. Запрет введен на полгода, при этом предполагается его продление.
В Армении экспорт не облагается налогом, нет также каких-либо лицензионных требований для экспорта. Отсутствуют экспортные пошлины, обязательства по выплате НДС или какие-либо ограничения.

### Статистика
Основные макроэкономические показатели (в % к предыдущему году):
|                                                   | 1995  | 1996  | 1997  | 1998  | 1999  | 2000  | 2001  | 2002  | 2003  | 2004  | 2005  | 2006  | 2007  | 2008  | 2009  | 2010  | 2011  | 2012  | 2013  | 2014  | 2015  | 2016  | 2017  |
| ------------------------------------------------- | ----- | ----- | ----- | ----- | ----- | ----- | ----- | ----- | ----- | ----- | ----- | ----- | ----- | ----- | ----- | ----- | ----- | ----- | ----- | ----- | ----- | ----- | ----- |
| Валовой внутренний продукт                        | 106,9 | 105,9 | 103,3 | 107,3 | 103,3 | 105,9 | 109,6 | 113,2 | 114,0 | 110,5 | 113,9 | 113,2 | 113,8 | 106,8 | 85,6  | 102,2 | 104,7 | 107,2 | 103,3 | 103,6 | 103,2 | 100,2 | 107,5 |
| Продукция промышленности                          | 102   | 101   | 101   | 98    | 105   | 106   | 105   | 115   | 115   | 102   | 108   | 99,1  | 103   | 102   | 92,2  | 110   | 114   | 109   | 107   | 103   | 105,0 | 106,9 | 112,6 |
| Продукция сельского хозяйства                     | 105   | 102   | 94    | 113   | 101   | 98    | 112   | 104   | 104   | 115   | 111   | 100,4 | 110   | 101   | 99,9  | 86    | 114   | 110   | 107   | 107   | 108,4 | 96,2  | 97,0  |
| Инвестиции в основной капитал                     | 96    | 113   | 100   | 117   | 98    | 127   | 106   | 145   | 141   | 115   | 133   | 138   | 120   | 103   | 63,6  | 98    | 91    | 97    | 92    | 100   | 98,8  | 87,5  | 102,2 |
| Перевозки грузов                                  | 99,7  | 92    | 94    | 87    | 91    | 90    | 114   | 169   | 92    | 93    | 123   | 119   | 105   | 88    | 109,7 | 107   | 87    | 127   | 103   | 77    | 102   | 222   | 140   |
| Розничный товарооборот                            | 154   | 113   | 105   | 106   | 111   | 109   | 116   | 116   | 115   | 111   | 1091) | 1111) | 1101) | 1041) | 1011) | 100,8 | 102   | 102   | 100,1 | 100,1 | 85    | 98    | 108   |
| Индексы цен производителей промышленной продукции | 375   | 122   | 119   | 113   | 102   | 100,8 | 99,6  | 103   | 109   | 122   | 108   | 100,9 | 100,6 | 102   | 107,1 | 123   | 109   | 107   | 105   | 109   | 99,2  | 101,5 | 103,9 |
| Индексы потребительских цен2)                     | 276   | 119   | 114   | 109   | 101   | 99    | 103   | 101   | 105   | 107   | 101   | 103   | 104   | 109   | 103,4 | 108   | 108   | 103   | 106   | 103   | 103,7 | 98,6  | 101   |
| Экспорт в страны Содружества                      | 107   | 76    | 74    | 85    | 70    | 130   | 121   | 108   | 134   | 97    | 150   | 113   | 167   | 96    | 55,82 | 144   | 132   | 125   | 119   | 91    | 74,7  | 143,6 | 140,4 |
| Экспорт в другие страны                           | 176   | 160   | 85    | 102   | 125   | 130   | 111   | 162   | 136   | 107   | 131   | 100,7 | 104   | 92    | 69,15 | 142   | 127   | 103   | 103   | 107   | 102,5 | 114,4 | 120,6 |
| Импорт из стран Содружества                       | 163   | 83    | 108   | 77    | 81    | 93    | 126   | 138   | 118   | 109   | 135   | 134   | 156   | 121   | 82,71 | 110   | 106   | 111   | 104   | 103   | 81,5  | 103,3 | 120,3 |
| Импорт из других стран                            | 181   | 170   | 103   | 113   | 93    | 114   | 93    | 104   | 135   | 104   | 133   | 117   | 147   | 142   | 71,43 | 116   | 113   | 99,8  | 106   | 99,4  | 70,0  | 100,8 | 131,7 |

- 1) Без оборота предприятий питания.
- 2) По Классификатору индивидуального потребления по целям (КИПЦ).

## Внешний долг

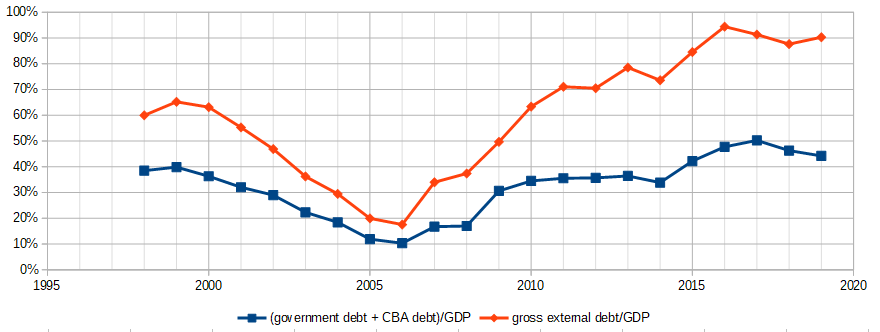
Динамика соотношения государственного (правительства и центрального банка) и суммарного внешнего долга Армении к ВВП страны (по данным ЦБ и Статкомитета Армении).

На конец 2020 года внешний долг правительства составлял 76 % от его общего долга.
|      | Внешний долг Армении (в миллионах долларов, на конец года) |                    |           |
|      | Правительства                                              | Центрального Банка | Суммарный |
| 1998 | $550                                                       | $186               | $1146     |
| 1999 | $642                                                       | $203               | $1381     |
| 2000 | $685                                                       | $178               | $1500     |
| 2001 | $720                                                       | $179               | $1552     |
| 2002 | $829                                                       | $208               | $1677     |
| 2003 | $864                                                       | $230               | $1776     |
| 2004 | $937                                                       | $241               | $1883     |
| 2005 | $900                                                       | $197               | $1840     |
| 2006 | $1019                                                      | $187               | $2050     |
| 2007 | $1257                                                      | $193               | $2940     |
| 2008 | $1401                                                      | $176               | $3462     |
| 2009 | $2466                                                      | $640               | $5036     |
| 2010 | $2737                                                      | $700               | $6307     |
| 2011 | $2956                                                      | $754               | $7418     |
| 2012 | $3155                                                      | $732               | $7674     |
| 2013 | $3407                                                      | $645               | $8733     |
| 2014 | $3363                                                      | $568               | $8541     |
| 2015 | $3854                                                      | $600               | $8919     |
| 2016 | $4407                                                      | $626               | $9953     |
| 2017 | $5057                                                      | $734               | $10 525   |
| 2018 | $5089                                                      | $679               | $10 914   |
| 2019 | $5784                                                      | $617               | $12 341   |
| 2020 | $6053                                                      |                    |           |

В 2018 году Армения пересмотрела фискальные правила страны, установив допустимый порог государственного долга в размере 40, 50 и 60 % ВВП. При этом установлено, что в случае возникновения форс-мажорных ситуаций, таких как стихийные бедствия, войны, правительству будет разрешено превышать этот порог.

## Рынок труда
На конец июля 2019 года зарегистрировано 604 тыс. работающих. Всего занятого населения в третьем квартале 2020 года — 1023 тыс. (60 % рабочей силы).
Среднемесячная номинальная заработная плата на декабрь 2020 года составляла 228 тыс. драмов в месяц (около 435 долларов США).
Минимальный размер оплаты труда на 2018 год составлял 76 560 драмов в месяц до уплаты налогов (US$151) и 55 000 драмов после (US$109). Прожиточный минимум на 2018 год составлял 59 600 драмов в месяц, около 123 долларов США. С 1 января 2020 года минимальный размер оплаты труда после уплаты налогов составляет 68 000 драмов (US$141,68). С 1 января 2023 года минимальный размер оплаты труда после уплаты налогов составляет 75 000 драмов (US$190,48).